# Collado de Foradada
El collado de Foradada o puerto de Foradada es un puerto de montaña de Aragón (España) que se encuentra en el límite entre las comarcas de la Ribagorza por el lado oriental y el Sobrarbe por el occidental, ambas en la provincia de Huesca. 

## Geografía
Tiene 1.020 metros de altitud y se localiza en las localidades de Foradada del Toscar, Lacort y Lascorz, en la Ribagorza (Aragón, España), aunque se encuentran en la bajante que mira hacia la Fueva. 
Por el norte lo limita el pico Ferrera (1.827 m) que pertenece a la sierra Ferrera, y por el sur la altura de el Campanué (1.548 m) que es de la sierra de Campanué. Por el puerto se llega al punto más alto a pocos metros de la Foradada, que por poco se halla ya en la bajante que va hacia el río Ésera.

## Comunicaciones
Actualmente, lo recorre la carretera nacional N-260 en su segmento entre Aínsa y Campo. La subida por el lado del Sobrarbe comienza en Samper de Toledo de Lanata y se prolonga más de 4 kilómetros. Por el lado ribagorzano la bajada es más corta pero con más desnivel, y de los 1.020 metros se pasa a los 600 que hay en Campo en menos de 4 km, lo que supone un desnivel de alrededor del 10%.